# Antoni Krygowski
Antoni Kacper Krygowski (ur. 5 maja 1824 w Harcie koło Błażowej, zm. 7 kwietnia 1904 w Krakowie) – matematyk i fizyk, pedagog, profesor gimnazjów w Tarnopolu, Tarnowie i Lwowie, w latach 1876–1887 dyrektor gimnazjum w Wadowicach. 

## Życiorys
Pochowany w grobowcu na cmentarzu Rakowickim w Krakowie, gdzie spoczywa również jego żona Henryka z d. Maciulska.
Miał czterech synów:
- Tadeusz Stanisław Henryk Krygowski (ur. 03.09.1860 w Koszlakach na Podolu, powiat Zbaraż, województwo tarnopolskie, zm. 1915 we Lwowie) był lekarzem we Lwowie ul. Trzeciego Maja 2, doktor wszech nauk lekarskich. Pasją Tadeusza, stanowiły studia nad starymi polskimi dywanami. W 1911 roku ogłosił o nich studium "Polenteppiche, Orientalisches Archiv, 1911–1912", zapoczątkowując badania nad tym działem sztuki.
- Kazimierz Maria Krygowski (ur. 08.09.1862 w Tarnopolu, zm. 1918 we Lwowie) studiował prawo we Lwowie. Stopień Dr. praw, krajowy adwokat. Był wybitnym adwokatem. W "Przewodniku po mieście" wyd. 1907 z okazji X Zjazdu Lekarzy i Przyrodników we Lwowie (reprint z 1991 Wydawnictwa Artystycznego i Filmowego) na str. 456/6 jest wzmianka, że był sekretarzem Lwowskiego Towarzystwa właścicieli realności.
- Stanisław Kostka Włodzimierz Krygowski (ur. 21.11.1868 w Tarnowie, zm. 27.12.1944 w Krakowie), pochowany na cmentarzu Rakowickim w Krakowie. Prawnik, adwokat, działacz turystyczny, turysta górski i fotografik. Ojciec Władysława Krygowskiego.
- Zdzisław Jan Ewangeli Antoni Krygowski (ur. 22.12.1872 we Lwowie, zm. 10.08.1955 w Poznaniu), pochowany w Poznaniu na cmentarzu na Sołaczu przy ul. Lechickiej i Szczawnickiej[1][a]. Matematyk, rektor Politechniki Lwowskiej, profesor i prorektor Uniwersytetu Poznańskiego, inicjator badań kryptologicznych nad Enigmą.

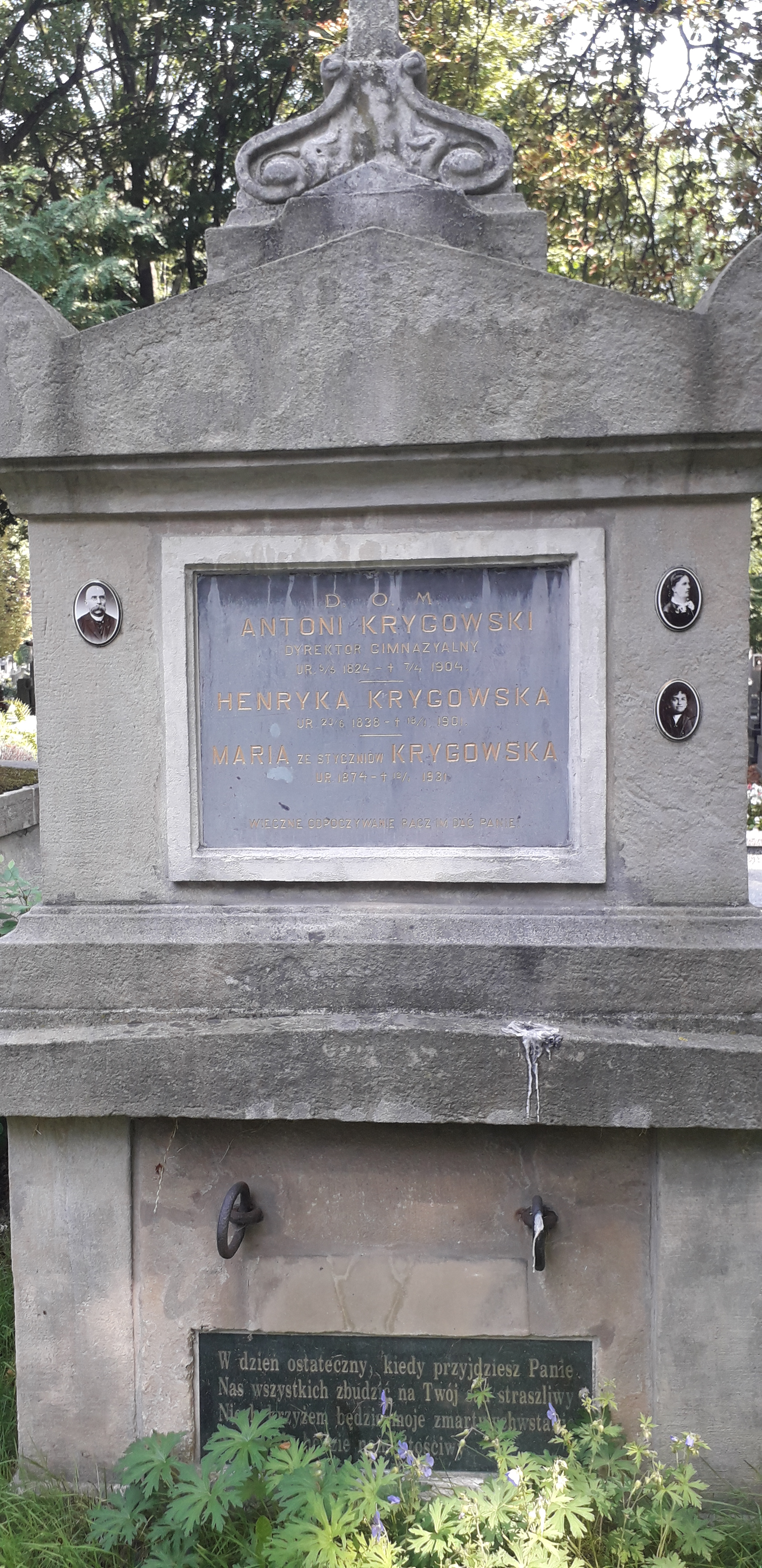
Grób rodziny Krygowskich